# Costante di Freiman
La costante di Freiman, solitamente indicata con la lettera latina F, è una costante matematica chiamata così in onore di Gregory Freiman ed è approssimativamente uguale a 4,5278295661. Con tale costante, Freiman riuscì a segnare una netta divisione fra lo spettro di Lagrange e quello di Markov.

## Definizione
La costante di Freiman è definita nel modo seguente:
{\displaystyle {\frac {2221564096+283748{\sqrt {462}}}{491993569}}=4,5278295661...}